# Probolitrema richardii
Probolitrema richardii är en plattmaskart. Probolitrema richardii ingår i släktet Probolitrema och familjen Gorgoderidae. Inga underarter finns listade i Catalogue of Life.